# Leck
Leck (en frisón septentrional: Leek; en danés: Læk) es una ciudad y municipio alemán situado en el distrito de Frisia Septentrional, en el norteño estado federado de Schleswig-Holstein, con una población a finales de 2016 de unos 7761 habitantes.
Se encuentra ubicado al noroeste del estado, cerca de la costa del mar del Norte y de la frontera con Dinamarca.

## Eventos
En 2006 se celebró en el municipio el Congreso Frisón como parte de las celebraciones por el 50.º aniversario de la fundación del Consejo Frisón. En este evento se adoptó la nueva Declaración Interfrisona.